# Somatina vestalis
Somatina vestalis là một loài bướm đêm trong họ Geometridae.